# Mosese Vitolio Tui

Erzbischofswappen von Mosese Vitolio Tui

Mosese Vitolio Tui SDB (* 9. November 1961 in Apia) ist ein samoanischer römisch-katholischer Ordensgeistlicher und Erzbischof von Samoa-Apia.

## Leben
Mosese Vitolio Tui wurde im Tupua Tamasese Meaola Hospital geboren. Er besuchte von 1985 bis 1986 das Auxilium College in Lysterfield in Australien. 1986 trat er der Ordensgemeinschaft der Salesianer Don Boscos bei und absolvierte das Noviziat in Lysterfield. Er studierte Philosophie und Katholische Theologie am regionalen Priesterseminar für den Pazifikraum in Suva (1984) sowie am Catholic Theological College und am Salesian Theological College in Melbourne (1987–1988 und 1991–1994). Zudem studierte er von 1987 bis 1988 Pädagogik an der Australian Catholic University in Melbourne und erlangte einen Abschluss als Lehrer. Daneben absolvierte er pastorale Praktika am Don Bosco Youth Centre & Hostel in Melbourne (1989) und am Moamoa Theological College in Apia (1990). Tui legte am 31. Januar 1987 die erste und am 8. Dezember 1992 die ewige Profess ab. Am 3. Dezember 1994 empfing er in der Pfarrkirche St. John Bosco in Sinamoga als erster samoanischer Salesianer das Sakrament der Priesterweihe.
Tui war nach der Priesterweihe zunächst Pfarrvikar der Pfarrei St. John Bosco in Sinamoga (1995–1996), Lehrer in Alafua und Ökonom der dortigen Salesianerkommunität (1995) sowie Mitglied des Hausobernrats der Salesianerkommunität in Oakleigh, Victoria (1996), bevor er 1997 Rektor des Don Bosco Technical College in Alafua sowie Vikar der dortigen Salesianerkommunität und Mitglied des Hausobernrats wurde. Von 2006 bis 2009 fungierte er als Novizenmeister und als Direktor der Kommunität seiner Ordensgemeinschaft in Suva. Anschließend war er Rektor des Don Bosco College und Pfarrer der Pfarrei St. Francis de Sales in Salelologa sowie Direktor und Ökonom der dortigen Salesianerkommunität. Zudem gehörte er von 2009 bis 2015 dem Provinzialrat der australisch-pazifischen Ordensprovinz seiner Ordensgemeinschaft an. Von 2018 bis 2022 wirkte Tui als Pfarrer der Pfarrei St. Paul in Massey im Bistum Auckland und als Direktor der dortigen Salesianerkommunität. Anschließend leitete er kurzzeitig erneut die Niederlassung seiner Ordensgemeinschaft in Salelologa. Ab 2023 war Tui abermals Pfarrer der Pfarrei St. Paul in Massey. Darüber hinaus gehörte er dem Priesterrat des Bistums Auckland an. Außerdem fungierte er bereits ab 2022 zusätzlich als Delegat der Salesianer für den Pazifikraum und als Mitglied des Provinzialrats der australisch-pazifischen Ordensprovinz.
Am 12. Juni 2024 ernannte ihn Papst Franziskus zum Erzbischof von Samoa-Apia. Der emeritierte Bischof von Samoa-Pago Pago, Peter Brown CSsR, spendete ihm am 22. August desselben Jahres im St. Therese Retreat Center in Leʻauvaʻa die Bischofsweihe; Mitkonsekratoren waren der Bischof von Auckland, Stephen Marmion Lowe, und der Bischof von Samoa-Pago Pago, Kolio Etuale. Am 21. Dezember 2024 bestellte ihn Papst Franziskus zudem zum Superior von Tokelau.